# Blata
La Blata est une rivière de Tchéquie de 45 km de long qui coule dans la région d'Olomouc. Elle est un affluent de la Morava et donc un sous-affluent du Danube.